# Duma

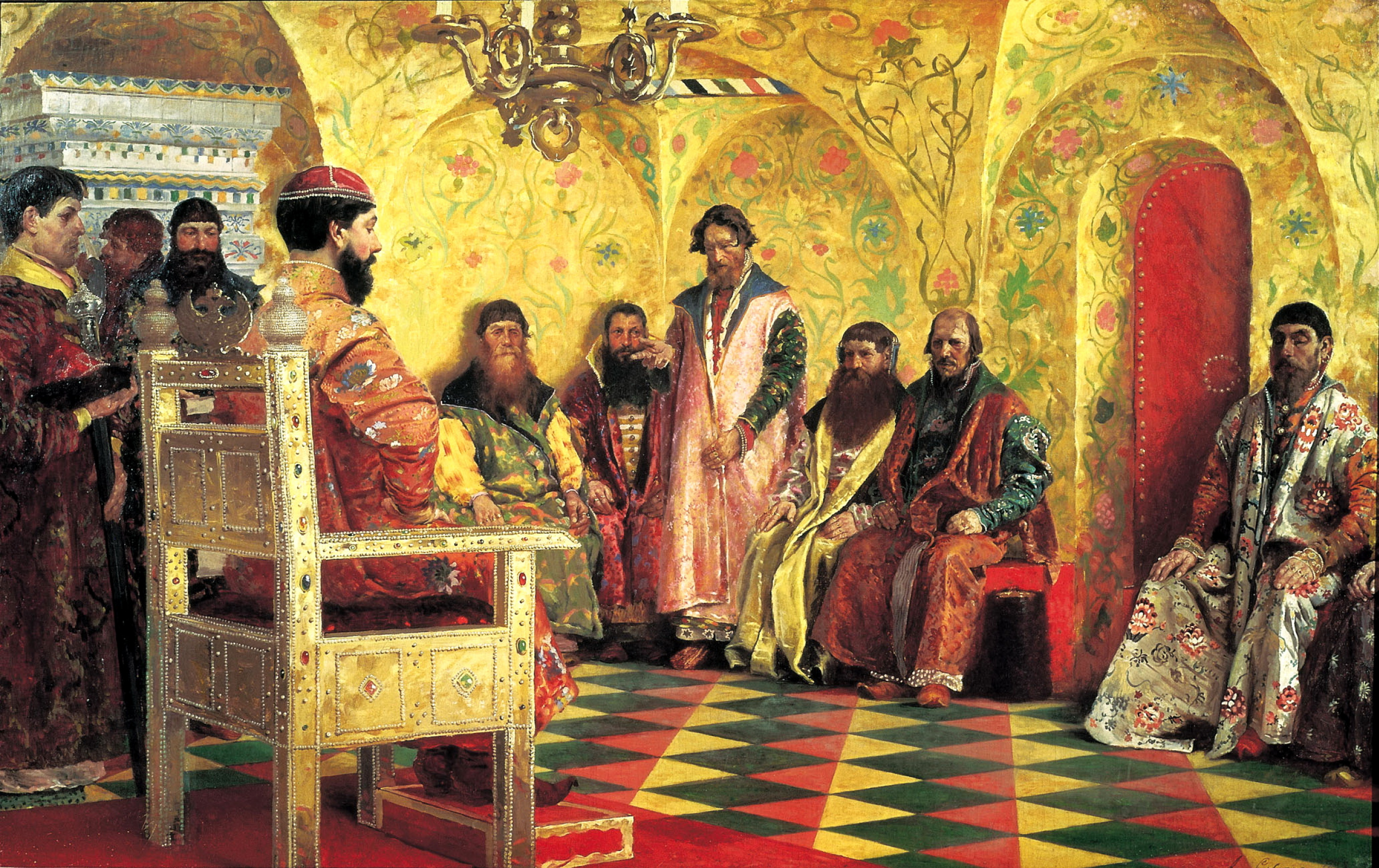
El Tsar Mikhaïl Fiódorovitx en una sessió de la Duma Boiara (Andrei Riàbuixkin, 1893).

La Duma (en rus: Ду́ма) és qualsevol de les diferents assemblees representatives de la Rússia moderna i al llarg de la història russa.
La Duma Estatal a l'imperi Rus i la Federació Russa correspon a la cambra baixa del parlament. És també el terme emprat per a designar un consell de legisladors russos (Duma dels Boiars), així com per als consells municipals en la Rússia Imperial (Duma Municipal).

## Orígens de la Duma
El terme prové de la paraula russa думать (dúmat), "pensar". La Duma dels Boiars fou un consell consultiu per als "Grans Prínceps" i els Tsars del Principat de Moscou. La Duma va ser interrompuda per Pere I de Rússia, que va transferir les seves funcions al Senat Governant l'any 1711.

## La Duma d'Estat a l'Imperi Rus

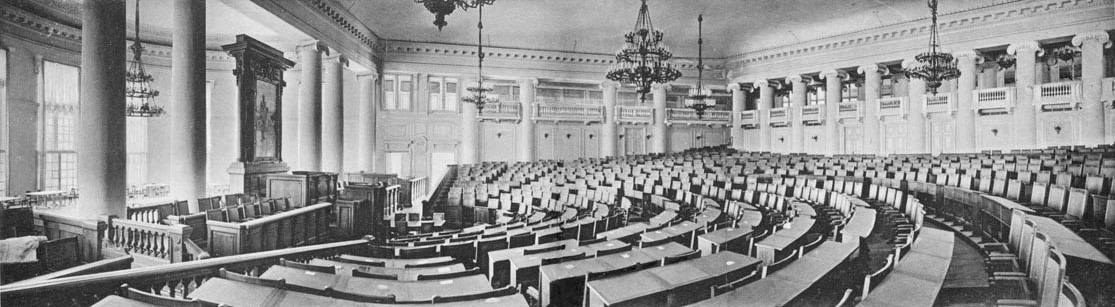
Duma d'Estat al Palau Tauride de Sant Petersburg

Sota la pressió de la Revolució russa de 1905, el 6 d'agost de 1905 el tsar Nicolau II va publicar un manifest sobre la convocatòria de la Duma Estatal, que inicialment se suposava que era un òrgan consultiu. En el Manifest d'Octubre el tsar es va comprometre a introduir llibertats civils bàsiques, a proporcionar una participació més àmplia en la Duma d'Estat i a dotar a la Duma de poders legislatius i de sobreseïment. Encara que Rússia era més un imperi que una democràcia, es compara formalment la Duma d'Estat amb la cambra baixa d'un parlament, comparant el Consell d'Estat de la Rússia Imperial amb la cambra alta.
No obstant això, Nicolau II estava decidit a retenir el seu poder autocràtic. Just abans de la creació de la Duma al maig de 1906, el tsar va promulgar les lleis fonamentals que contradeien el Manifest d'Octubre en diversos aspectes importants. S'indicava en part que els ministres del tsar no podien ser designats per la Duma i no havien de respondre davant d'ella, negant així el govern representatiu quant al poder executiu es refereix. A més, el tsar tenia el poder de dissoldre la Duma i anunciar noves eleccions quan així ho desitgés. L'elecció de la Primera Duma, que va començar a funcionar el juliol de 1906, va portar de nou a un grup significatiu de socialistes moderats i dels dos partits liberals, que demanaven reformes més àmplies. Va ser dissolta deu setmanes després.
La Segona Duma, iniciada al febrer de 1907, va ser igualment efímera. Usant el poder d'emergència, el primer ministre Piotr Stolipin va canviar la llei electoral i va donar un valor electoral major als vots de la noblesa i dels terratinents.
La Tercera Duma, dominada per nobles, terratinents i homes de negocis, va existir entre 1907 i 1912. Estant orientada cap a posicions més conservadores va ser capaç de durar el període complet de cinc anys. L'assassinat de Stolipin i les polítiques cada vegada més reaccionàries del tsar i del consell d'estat van afeblir encara més el pes d'aquesta assemblea.
La Quarta Duma, va existir entre 1912 i 1917 i fou també limitada per influències polítiques. No obstant això, va ocupar un paper fonamental en els successos de 1917, cooperant parcialment amb el govern provisional i va ser dissolta durant la Revolució russa de 1917.

## La Duma d'Estat a la Rússia moderna
La Duma Estatal (en rus: Государственная дума, transliterat: "Gosudàrstvennaia Duma", i sovint abreviat: Госдума, "Gosduma") és dins la Federació Russa la cambra baixa de l'Assemblea Federal de Rússia, sent la cambra alta el Consell de Federació de Rússia. D'acord amb la constitució russa de 1993, la Duma d'Estat es compon de 450 diputats (article 95) que són escollits cada quatre anys (article 96). La meitat dels diputats són triats per un sistema de representació proporcional i l'altra meitat són triats per pluralitat en districtes de membres únics.